# Leptotarsus zeylandiae
Leptotarsus zeylandiae är en tvåvingeart som först beskrevs av Alexander 1920.  Leptotarsus zeylandiae ingår i släktet Leptotarsus och familjen storharkrankar. Inga underarter finns listade i Catalogue of Life.